# Marcin Robak
Marcin Robak (Legnica, 29 november 1982) is een Poolse profvoetballer.

## Statistieken
| Seizoen | Club               | Land    | Competitie  | Wed. | Doelp. |
| ------- | ------------------ | ------- | ----------- | ---- | ------ |
| 2005/06 | Korona Kielce      | Polen   | Ekstraklasa | 10   | 2      |
| 2006/07 | Korona Kielce      | Polen   | Ekstraklasa | 28   | 7      |
| 2007/08 | Korona Kielce      | Polen   | Ekstraklasa | 28   | 10     |
| 2008/09 | Widzew Lodz        | Polen   | I liga      | 30   | 20     |
| 2009/10 | Widzew Lodz        | Polen   | I liga      | 33   | 18     |
| 2010/11 | Widzew Lodz        | Polen   | Ekstraklasa | 10   | 7      |
| 2010/11 | Konyaspor          | Turkije | Süper Lig   | 16   | 5      |
| 2011/12 | Konyaspor          | Turkije | TFF 1. Lig  | 32   | 8      |
| 2012/13 | Mersin İdman Yurdu | Turkije | Süper Lig   | 0    | 0      |
| 2012/13 | Piast Gliwice      | Polen   | Ekstraklasa | 11   | 4      |
| 2013/14 | Piast Gliwice      | Polen   | Ekstraklasa | 3    | 1      |
| 2013/14 | Pogoń Szczecin     | Polen   | Ekstraklasa | 32   | 21     |
| 2014/15 | Pogoń Szczecin     | Polen   | Ekstraklasa | 17   | 11     |
| 2015/16 | Lech Poznan        | Polen   | Ekstraklasa | 8    | 2      |
| 2016/17 | Lech Poznan        | Polen   | Ekstraklasa | 37   | 18     |
| 2017/18 | Slask Wroclaw      | Polen   | Ekstraklasa | 33   | 19     |
| 2018/19 | Slask Wroclaw      | Polen   | Ekstraklasa | 35   | 18     |
| 2019/20 | Widzew Lodz        | Polen   | II liga     | 33   | 21     |
| 2020/21 | Widzew Lodz        | Polen   | I liga      | 30   | 7      |
| Totaal  | Totaal             | Totaal  | Totaal      | 426  | 199    |

## Interlandcarrière
Zijn eerste en enige interlandgoal was tijdens een vriendschappelijke  wedstrijd tegen Thailand, hij scoorde  de 0-3, de uitslag werd 1-3. Robak heeft op 13 mei 2014 zijn laatste van 9 interlands gespeeld tegen Duitsland.

## Erelijst
Lech Poznań
- Poolse supercup

2015, 2016
 Lech Poznań
- In 2017 was Robak de topscoorder in de Ekstraklasa (18 doelpunten).

 Pogoń Szczecin
- In 2014 was Robak de topscoorder in de Ekstraklasa (22 doelpunten).